# ساول ليزلي
ساول ليزلي (بالإسبانية: Saúl Leslie)‏ هو مصارع هاوي بنمي، ولد في 3 مارس 1964.

## وصلات خارجية
- ساول ليزلي على موقع قاعدة بيانات المصارعة الدولية (الإنجليزية)
- ساول ليزلي على موقع اللجنة الأولمبية الدولية (الإنجليزية)
- ساول ليزلي على موقع أوليمبيديا (الإنجليزية)